# Chile a 2006. évi téli olimpiai játékokon
Chile az olaszországi Torinóban megrendezett 2006. évi téli olimpiai játékok egyik részt vevő nemzete volt. Az országot az olimpián 2 sportágban 9 sportoló képviselte, akik érmet nem szereztek.

## Alpesisí
Férfi
| Versenyző    | Versenyszám            | 1. futam      | 1. futam      | 2. futam | 2. futam | Összesítés | Összesítés |
| Versenyző    | Versenyszám            | Idő           | Hely.         | Idő      | Hely.    | Idő        | Helyezés   |
| ------------ | ---------------------- | ------------- | ------------- | -------- | -------- | ---------- | ---------- |
| Maui Gayme   | Lesiklás               |               |               |          |          | 1:56,10    | 42.        |
| Maui Gayme   | Szuperóriás-műlesiklás |               |               |          |          | 1:36,85    | 47.        |
| Mikael Gayme | Lesiklás               |               |               |          |          | 1:55,73    | 41.        |
| Mikael Gayme | Szuperóriás-műlesiklás |               |               |          |          | 1:39,68    | 54.        |
| Duncan Grob  | Óriás-műlesiklás       | nem ért célba | nem ért célba | kiesett  | kiesett  | kiesett    | kiesett    |
| Duncan Grob  | Szuperóriás-műlesiklás |               |               |          |          | 1:36,24    | 44.        |
| Jorge Mandrú | Lesiklás               |               |               |          |          | 1:58,77    | 49.        |

| Versenyző    | Versenyszám | Lesiklás | Lesiklás | Műlesiklás | Műlesiklás | Műlesiklás | Műlesiklás | Műlesiklás | Műlesiklás | Összesítés | Összesítés |
| Versenyző    | Versenyszám | Lesiklás | Lesiklás | 1. futam   | 1. futam   | 2. futam   | 2. futam   | Össz.      | Össz.      | Összesítés | Összesítés |
| Versenyző    | Versenyszám | Idő      | Hely.    | Idő        | Hely.      | Idő        | Hely.      | Idő        | Hely.      | Idő        | Helyezés   |
| ------------ | ----------- | -------- | -------- | ---------- | ---------- | ---------- | ---------- | ---------- | ---------- | ---------- | ---------- |
| Jorge Mandrú | Összetett   | 1:45,81  | 51.*     | 52,92      | 39.        | kizárták   | kizárták   | kiesett    | kiesett    | kiesett    | kiesett    |

Női
| Versenyző          | Versenyszám            | Eredmény      | Helyezés      |
| ------------------ | ---------------------- | ------------- | ------------- |
| Daniela Anguita    | Szuperóriás-műlesiklás | nem ért célba | nem ért célba |
| Macarena Benvenuto | Szuperóriás-műlesiklás | 1:41,52       | 50.           |

| Versenyző       | Versenyszám | Műlesiklás | Műlesiklás | Műlesiklás | Műlesiklás | Műlesiklás | Műlesiklás | Lesiklás | Lesiklás | Összesítés | Összesítés |
| Versenyző       | Versenyszám | 1. futam   | 1. futam   | 2. futam   | 2. futam   | Össz.      | Össz.      | Lesiklás | Lesiklás | Összesítés | Összesítés |
| Versenyző       | Versenyszám | Idő        | Hely.      | Idő        | Hely.      | Idő        | Hely.      | Idő      | Hely.    | Idő        | Helyezés   |
| --------------- | ----------- | ---------- | ---------- | ---------- | ---------- | ---------- | ---------- | -------- | -------- | ---------- | ---------- |
| Noelle Barahona | Összetett   | 47,62      | 35.        | 56,39      | 32.        | 1:44,01    | 32.        | 1:42,61  | 30.      | 3:26,62    | 30.        |

* - egy másik versenyzővel azonos eredményt ért el

## Biatlon
Férfi
| Versenyző    | Versenyszám  | Lövőhiba    | Időeredmény | Helyezés |
| ------------ | ------------ | ----------- | ----------- | -------- |
| Marco Zúñiga | 10 km sprint | 1 (1+0)     | 33:38,1     | 87.      |
| Marco Zúñiga | 20 km egyéni | 5 (1+1+1+2) | 1:11:02,5   | 86.      |

Női
| Versenyző      | Versenyszám   | Lövőhiba    | Időeredmény | Helyezés |
| -------------- | ------------- | ----------- | ----------- | -------- |
| Verónica Isbej | 7,5 km sprint | 4 (1+3)     | 33:52,0     | 83.      |
| Verónica Isbej | 15 km egyéni  | 7 (2+2+1+2) | 1:14:55,3   | 81.      |